# Nora församling, Uppsala stift
Nora församling är en församling i Upplands västra kontrakt i Uppsala stift. Församlingen ligger i Heby kommun i Uppsala län (före 2007 i Västmanlands län) och utgör ett eget pastorat.

## Administrativ historik
Församlingen har medeltida ursprung och har utgjort och utgör ett eget pastorat.

## Kyrkor
- Nora kyrka

## Kyrkoherdar
| Ämbetstid | Namn                          | Levnadstid | Övrigt          |
| --------- | ----------------------------- | ---------- | --------------- |
|           | Jonas                         |            |                 |
|           | Henricus                      |            |                 |
|           | Michael                       |            |                 |
| -1588     | Olof Fåresson Balck           |            |                 |
| 1588-1613 | Olaus Laurentii Bure          | -1613      |                 |
| 1613-1633 | Johan Olavi Balck             | –1633      |                 |
| 1633-1670 | Roland Olai Bure              | –1670      |                 |
| 1670–1677 | Bernhard Rolandi Bure         | –1677      |                 |
| 1682-1695 | Elias Noraeus                 | 1644–1695  |                 |
| 1696–1697 | Nils Grip                     | 1662–1697  |                 |
| 1699–1720 | Olof Noraeus                  | –1720      |                 |
| 1722–1723 | Magnus Noraeus                | 1682–1723  |                 |
| 1725–1756 | Eric Olai Berg                | 1697–1756  | Kontraktsprost. |
| 1757–1759 | Pehr Stocksell                | 1701–1759  |                 |
| 1759–1794 | Georg Vougt                   | 1712–1794  | Kontraktsprost. |
| 1795–1816 | Eric Wilhelm Nyberg           | 1750–1816  |                 |
| 1819–1839 | Daniel Axner                  | 1767–1839  | Kontraktsprost. |
| 1841–1856 | Georg Dovertie                | 1793–1856  |                 |
| 1858–1872 | Carl Anton Wilander           | 1806–1872  | Kontraktsprost. |
| 1875–1898 | Jöns Wilhelm Mauritz Wessblad | 1820–1898  |                 |